# Abbi Pulling
Abbi Pulling (* 21. März 2003) ist eine britische Automobilrennfahrerin.

## Karriere

### Kartsport
Pulling begann ihre Kartkarriere im Alter von neun Jahren im Jahr 2013. Sie trat überwiegend im Vereinigten Königreich zu Rennen an, wo sie die Super 1 National Junior TKM-Meisterschaft in den Jahren 2017 und 2018 gewann – erstmals wurde die Meisterschaft in dieser Kategorie in zwei aufeinander folgenden Jahren von derselben Person gewonnen.

### Marken- und Formelsport

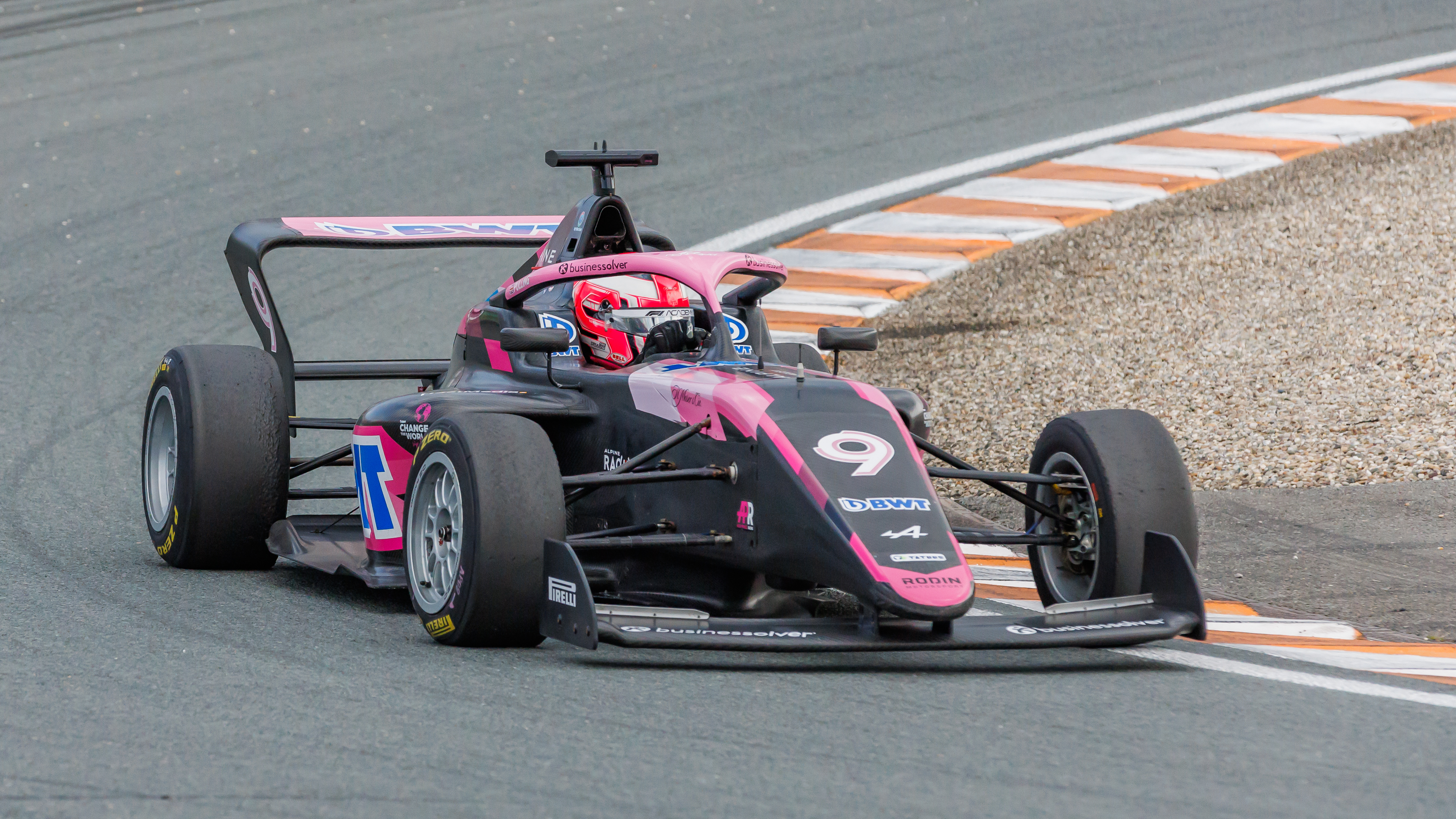
Abbi Pulling beim Großen Preis der Niederlande 2024

Nach ihrer Kartkarriere konzentrierte sie sich zunächst auf Rennserien, die mit Ginetta-Sportwagen ausgetragen werden. 2018 nahm sie an den ersten drei Rennwochenenden der Ginetta Junior Championship teil, wo ein neunter Platz ihr bestes Ergebnis blieb. 2019 trat sie in der Ginetta GT5 Challenge an. Hier war sie überwiegend im Mittelfeld zu finden, konnte am Ende der Saison aber zwei Finishes auf Platz 6 erzielen.
2020 wechselte sie in den Formelsport und trat in der Britischen Formel-4-Meisterschaft 2020 an. Hier erzielte sie drei Platzierungen auf Platz 3 sowie eine auf Platz 2. In der Fahrerwertung beendete sie die Saison auf Platz 6. In der folgenden Saison konnte sie erneut drei Dritte Plätze einfahren, musste ihre Teilnahme im September aufgrund finanzieller Probleme jedoch abbrechen.
Zwei Gaststarts im Formel Renault Eurocup 2020 beendete sie jeweils auf dem letzten Platz.
Pulling startete 2021 und 2022 in der W Series. Für 2021 war sie nur als Ersatzfahrerin nominiert. Sie konnte jedoch an vier Rennen der Saison an den Start gehen und sich am Ende auf dem siebten Rang in der Gesamtwertung platzieren. In ihrer zweiten Saison verbesserte sie sich auf dem vierten Rang im Gesamtklassement.
Im März 2022 wurde bekannt gegeben, dass Pulling in diesem Jahr über das Alpine-Affiliate-Programm unterstützt werde. Die Motorsportabteilung von Alpine stellt über dieses Programm Training, Mentoring und Hilfe bei der Karriereplanung zur Verfügung. Im März 2022 fuhr sie im Rahmen einer Demonstrationsfahrt erstmals mit dem E20 einen Formel-1-Wagen.
2023 wurde Pulling Teil der Alpine Academy, und fuhr für das Rodin-Carlin-Team in der F1 Academy, wo sie Platz 5 in der Meisterschaft erreichte. Im Folgejahr absolvierte sie ein Doppelprogramm mit Rodin und trat für das Team sowohl in der F1 Academy als auch der britischen Formel-4-Meisterschaft an. In letzterer wurde sie in diesem Jahr die erste weibliche Rennsiegerin der Seriengeschichte. In der F1 Academy dominierte sie den Großteil der Saison 2024 mit mehreren Siegen von der Pole Position und Grand Chelems.
Pulling nahm am Vorsaisontest 2024–25 für Frauen der Formel E teil und fuhr für Nissan die schnellste Zeit der Session. Im Juni 2025 wurde sie von Nissan als Simulator- und Testpilotin bekannt gegeben. Sie erhält einen Mehrjahresvertrag von dem Formel-E-Team. Beim Rookie-Test der Formel E in Berlin am 14. Juli fuhr sie die sechstbeste Zeit und war damit die schnellste unter den teilnehmenden Frauen.

## Statistik

### Karrierestationen
- 2013–2019: Kartsport
- 2020: Britische Formel-4-Meisterschaft (Platz 6)
- 2021: Britische Formel-4-Meisterschaft (Platz 14)
- 2021: W Series (Ersatzfahrerin, Platz 7)
- 2022: W Series (Platz 4)
- 2023: F1 Academy (Platz 5)
- 2024: F1 Academy (Meisterin)
- 2024: Britische Formel-4-Meisterschaft (Platz 7)
- 2025: GB3 Championship

### Einzelergebnisse in der W Series
| Jahr | 1   | 2   | 3   | 4   | 5   | 6   | 7   | 8   | 9   | 10  | Punkte | Rang |
| ---- | --- | --- | --- | --- | --- | --- | --- | --- | --- | --- | ------ | ---- |
| 2021 | RBR | RBR | SIL | BUD | SPA | ZAN | AUS | AUS |     |     | 40     | 7.   |
| 2021 |     |     | 8   |     |     | 7   | 4   | 2   |     |     | 40     | 7.   |
| 2022 | MIA | MIA | CAT | SIL | LEC | BUD | SIN | AUS | MEX | MEX | 73     | 4.   |
| 2022 | 4   | 6   | 2   | 3   | 9   | 5   | 6   | C   | C   | C   | 73     | 4.   |

| Legende  | Legende            | Legende                                                          |
| Farbe    | Abkürzung          | Bedeutung                                                        |
| -------- | ------------------ | ---------------------------------------------------------------- |
| Gold     | –                  | Sieg                                                             |
| Silber   | –                  | 2. Platz                                                         |
| Bronze   | –                  | 3. Platz                                                         |
| Grün     | –                  | Platzierung in den Punkten                                       |
| Blau     | –                  | Klassifiziert außerhalb der Punkteränge                          |
| Violett  | DNF                | Rennen nicht beendet (did not finish)                            |
| Violett  | NC                 | nicht klassifiziert (not classified)                             |
| Rot      | DNQ                | nicht qualifiziert (did not qualify)                             |
| Rot      | DNPQ               | in Vorqualifikation gescheitert (did not pre-qualify)            |
| Schwarz  | DSQ                | disqualifiziert (disqualified)                                   |
| Weiß     | DNS                | nicht am Start (did not start)                                   |
| Weiß     | WD                 | zurückgezogen (withdrawn)                                        |
| Hellblau | PO                 | nur am Training teilgenommen (practiced only)                    |
| Hellblau | TD                 | Freitags-Testfahrer (test driver)                                |
| ohne     | DNP                | nicht am Training teilgenommen (did not practice)                |
| ohne     | INJ                | verletzt oder krank (injured)                                    |
| ohne     | EX                 | ausgeschlossen (excluded)                                        |
| ohne     | DNA                | nicht erschienen (did not arrive)                                |
| ohne     | C                  | Rennen abgesagt (cancelled)                                      |
| ohne     | keine WM-Teilnahme |                                                                  |
| sonstige | P/fett             | Pole-Position                                                    |
| sonstige | 1/2/3/4/5/6/7/8    | Punktplatzierung im Sprint-/Qualifikationsrennen                 |
| sonstige | SR/kursiv          | Schnellste Rennrunde                                             |
| sonstige | *                  | nicht im Ziel, aufgrund der zurückgelegten Distanz aber gewertet |
| sonstige | ()                 | Streichresultate                                                 |
| sonstige | unterstrichen      | Führender in der Gesamtwertung                                   |

### Einzelergebnisse in der F1 Academy
| Jahr | 1   | 1   | 1   | 2     | 2     | 2     | 3     | 3     | 3     | 4   | 4   | 4   | 5   | 5   | 5   | 6   | 6   | 6   | 7   | 7   | 7   | Punkte | Rang |
| ---- | --- | --- | --- | ----- | ----- | ----- | ----- | ----- | ----- | --- | --- | --- | --- | --- | --- | --- | --- | --- | --- | --- | --- | ------ | ---- |
| 2023 | AUT | AUT | AUT | ESP 1 | ESP 1 | ESP 1 | ESP 2 | ESP 2 | ESP 2 | NLD | NLD | NLD | ITA | ITA | ITA | FRA | FRA | FRA | USA | USA | USA | 177    | 5.   |
| 2023 | 1   | 2   | 3   | 1     | 2     | 3     | 1     | 2     | 3     | 1   | 2   | 3   | 1   | 2   | 3   | 1   | 2   | 3   | 1   | 2   | 3   | 177    | 5.   |
| 2023 | 4   | 8   | 4   | 11    | 12    | 3     | 2     | 3     | 4     | 7   | 10  | DNF | 4   | 3   | 2   | 2   | 7   | DSQ | 2   | 4   | 6   | 177    | 5.   |
| 2024 | SAU | SAU | SAU | USA   | USA   | USA   | ESP   | ESP   | ESP   | NLD | NLD | NLD | SGP | SGP | SGP | QAT | QAT | QAT | UAE | UAE | UAE | 338    | 1.   |
| 2024 | 1   | 2   | 2   | 1     | 2     | 2     | 1     | 2     | 2     | 1   | 2   | 2   | 1   | 2   | 2   | 1   | 2   | 2   | 1   | 2   | 3   | 338    | 1.   |
| 2024 | 2   | 1   | 1   | 1     | 1     | 1     | 1     | 2     | 2     | 1   | 3   | 3   | 1   | 1   | 1   | 2   | C   | C   | 1   | 1   | 2   | 338    | 1.   |

| Legende  | Legende            | Legende                                                          |
| Farbe    | Abkürzung          | Bedeutung                                                        |
| -------- | ------------------ | ---------------------------------------------------------------- |
| Gold     | –                  | Sieg                                                             |
| Silber   | –                  | 2. Platz                                                         |
| Bronze   | –                  | 3. Platz                                                         |
| Grün     | –                  | Platzierung in den Punkten                                       |
| Blau     | –                  | Klassifiziert außerhalb der Punkteränge                          |
| Violett  | DNF                | Rennen nicht beendet (did not finish)                            |
| Violett  | NC                 | nicht klassifiziert (not classified)                             |
| Rot      | DNQ                | nicht qualifiziert (did not qualify)                             |
| Rot      | DNPQ               | in Vorqualifikation gescheitert (did not pre-qualify)            |
| Schwarz  | DSQ                | disqualifiziert (disqualified)                                   |
| Weiß     | DNS                | nicht am Start (did not start)                                   |
| Weiß     | WD                 | zurückgezogen (withdrawn)                                        |
| Hellblau | PO                 | nur am Training teilgenommen (practiced only)                    |
| Hellblau | TD                 | Freitags-Testfahrer (test driver)                                |
| ohne     | DNP                | nicht am Training teilgenommen (did not practice)                |
| ohne     | INJ                | verletzt oder krank (injured)                                    |
| ohne     | EX                 | ausgeschlossen (excluded)                                        |
| ohne     | DNA                | nicht erschienen (did not arrive)                                |
| ohne     | C                  | Rennen abgesagt (cancelled)                                      |
| ohne     | keine WM-Teilnahme |                                                                  |
| sonstige | P/fett             | Pole-Position                                                    |
| sonstige | 1/2/3/4/5/6/7/8    | Punktplatzierung im Sprint-/Qualifikationsrennen                 |
| sonstige | SR/kursiv          | Schnellste Rennrunde                                             |
| sonstige | *                  | nicht im Ziel, aufgrund der zurückgelegten Distanz aber gewertet |
| sonstige | ()                 | Streichresultate                                                 |
| sonstige | unterstrichen      | Führender in der Gesamtwertung                                   |